# جون غراهام (مهندس)
جون غراهام (بالإنجليزية: John Graham)‏ (و. 1966  م) هو مهندس كندي، ولد في بلفاست، شارك في لو مان 24 ساعة.

## روابط خارجية
- جون غراهام على موقع Racing-Reference.info (الإنجليزية)
- جون غراهام على موقع DriverDB.com (الإنجليزية)